# Salleren

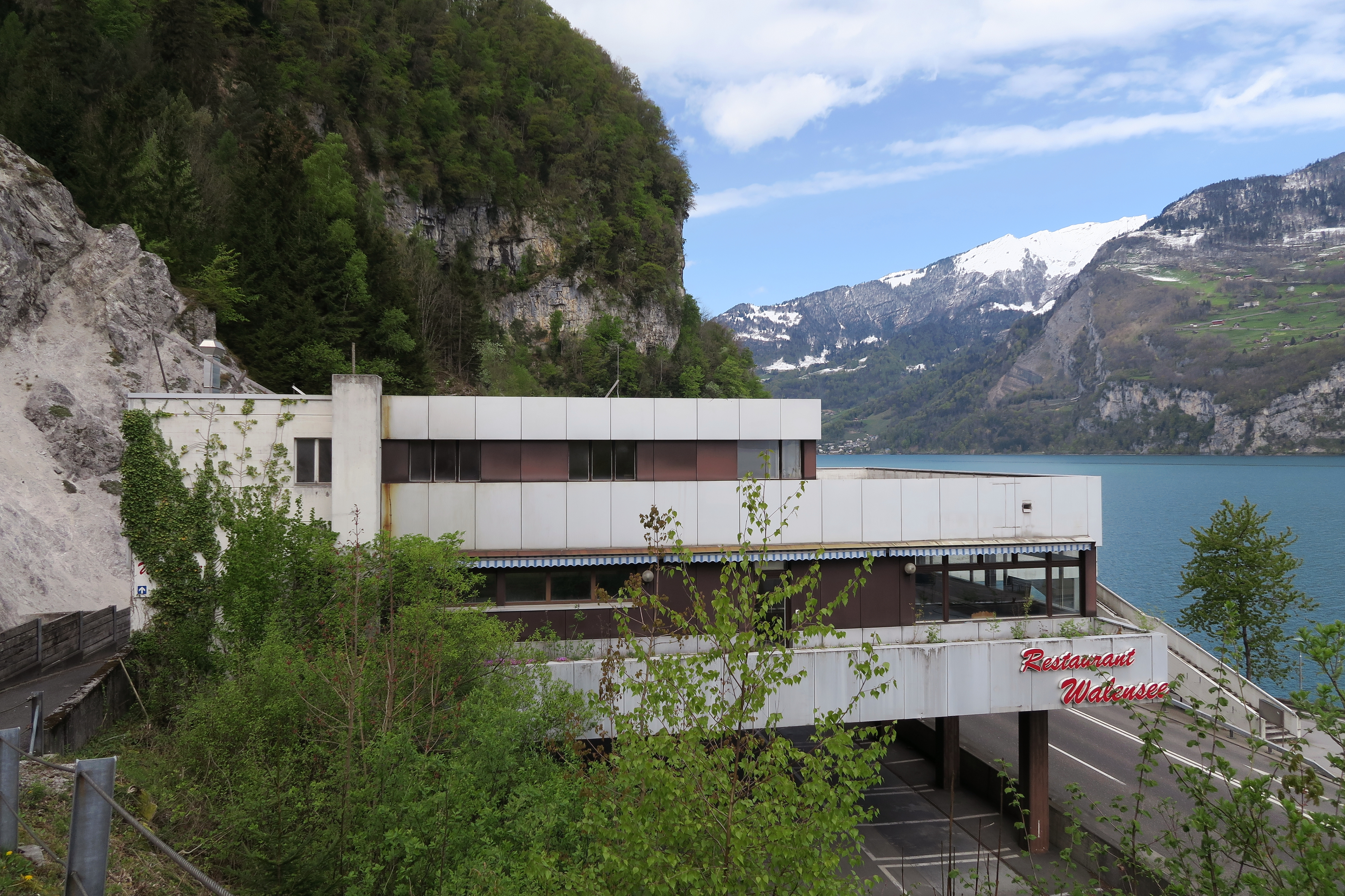
Ehemaliges Autobahnrestaurant

Salleren ist ein Flurname am Südufer des Walensees bei Obstalden im Schweizer Kanton Glarus. Hier befindet sich das leerstehende Restaurant Walensee, das 1964 mit der neu ausgebauten Walenseestrasse eröffnet wurde. Das Restaurant wurde 1986 Teil des 2017 wieder geschlossenen Autobahnrastplatzes Walensee an der A3.